# フレデリック・デウ
フレデリック・デウ（Frédéric Déhu、1972年10月24日 - ）は、フランス出身の元同国代表サッカー選手。現役時代のポジションは（DF）。
もともとはボランチの選手であったが、パリ・サンジェルマン（以下パリSG）所属時代にセンターバックにコンバートされた。また、高いキャプテンシーも持ち合わせている。

## 経歴
RCランスでプロデビュー、1998年にディヴィジョン・アン（現在のリーグ・アン）、さらに翌年フランスリーグカップで優勝するなど、ランスの躍進の原動力となった。
また、1998年にはフランス代表でもプレー、1999年にはバルセロナへ移籍が実現した。
しかしながら、出場機会は限られ、わずか1年でフランスに復帰。移籍先のパリSGではキャプテンを務めるほど信頼を寄せられていたが、2004年にライバルであるマルセイユへの移籍が決定したことにより、全てのパリジャンを敵にまわすこととなった。
2006年、リーガ・エスパニョーラのレバンテに所属するが、大きなインパクトは残せず、無所属の時期を経て2008年3月に引退した。